# CMV-Promotor
CMV-Promotor (auch CMV-MIE-Promotor, verkürzt von englisch human CMV major immediate-early promoter) bezeichnet einen Promotor von manchen Genen des humanen Zytomegalievirus (CMV, auch humanes Herpesvirus 5). Er ist einer der meistverwendeten Promotoren in Expressionsvektoren, neben dem CAG-Promotor und dem EF1α-Promotor.

## Eigenschaften
Der CMV-Promotor besitzt eine Länge von etwa 550 Basenpaaren DNA, von denen die letzten circa 67 Basenpaare vor dem Startcodon essentiell sind, während die ihnen vorangehende DNA-Sequenz die Genexpression stark erhöht. Er steuert in Zytomegalievirus-infizierten Zellen die Genexpression der Major Immediate/Early-Gene des Virus. Er erzeugt dabei im Vergleich zu Promotoren der Gene der Wirtszelle größere Mengen an Proteinen. Dadurch können ebenso dem CMV-Promotor gentechnisch nachgeschaltete Transgene verstärkt abgelesen werden, wodurch mehr mRNA und in Folge mehr rekombinante Proteine erzeugt werden. Er führt zu einer konstitutiven Genexpression von relativ großen Mengen an Proteinen (Überexpression) und wird daher vor allem für die Produktion verschiedener rekombinanter Proteine in Zellkulturen von Säugetier-Zelllinien oder -Primärzellen (inkl. Stammzellen) verwendet. Eine Überexpression unter Kontrolle des CMV-Promotors erfolgt auch in Zellen von Vögeln (Wachtel), Amphibien (Xenopus laevis), Insekten (Drosophila melanogaster) und manchen Hefen (Schizosaccharomyces pombe, nicht aber in Saccharomyces cerevisiae).

## Zelltypabhängigkeit
Die Genexpression unter der Kontrolle des CMV-Promotors kann sich zwischen verschiedenen Zelllinien stark unterscheiden, im Gegensatz zum EF1A- oder CAGG-Promotor. In HEK 293T- und CMMT-Zellen führt er zu einer starken Genexpression, während er in MRC-5-Zellen und in mesenchymalen Stammzellen der Ratte eine schwache Expression erzeugt. In CHO-Zellen kann ein CHEF-1-Promotor höhere Ausbeuten an rekombinanten Antikörpern erzeugen, ebenso wie ein CKM-Promotor in Myozyten der Maus.

## Störfaktoren
Bei gleichzeitiger Überexpression mit anderen Genen kann eine Hemmung oder eine Aktivierung des CMV-Promotors auftreten. Die Rezeptor-bindende Proteindomäne (RBD) des Spike-Glykoproteins von SARS-CoV-2 kann nicht unter der Kontrolle des CMV-Promotors exprimiert werden, aber unter der des Chicken-β-Actin-Promotors oder des Vaccinia-Virus-specific-medium/late-Promotors. In HeLa- und HEK-293T-Zellen wird der CMV-Promotor in Anwesenheit des Baculovirus-Promotors OpIE2 gehemmt. Bei manchen rekombinanten Proteinen werden Signalsequenzen verwendet, die sich auf die Stärke der Genexpression unter Kontrolle des CMV-Promotors auswirken.

## Varianten
Verschiedene Mutanten des CMV-Promotors wurden entwickelt: zur Erhöhung der Proteinausbeute oder zur Verlängerung der Genexpressionsdauer.

## Geschichte
Der CMV-Promotor wurde erstmals 1984 von D. R. Thomsen und Kollegen publiziert. Im Jahr 1986 wurde er erstmals von M. K. Foecking und H. Hofstetter in einem Expressionsvektor für Säugerzellen verwendet.